# Edgar Cowan

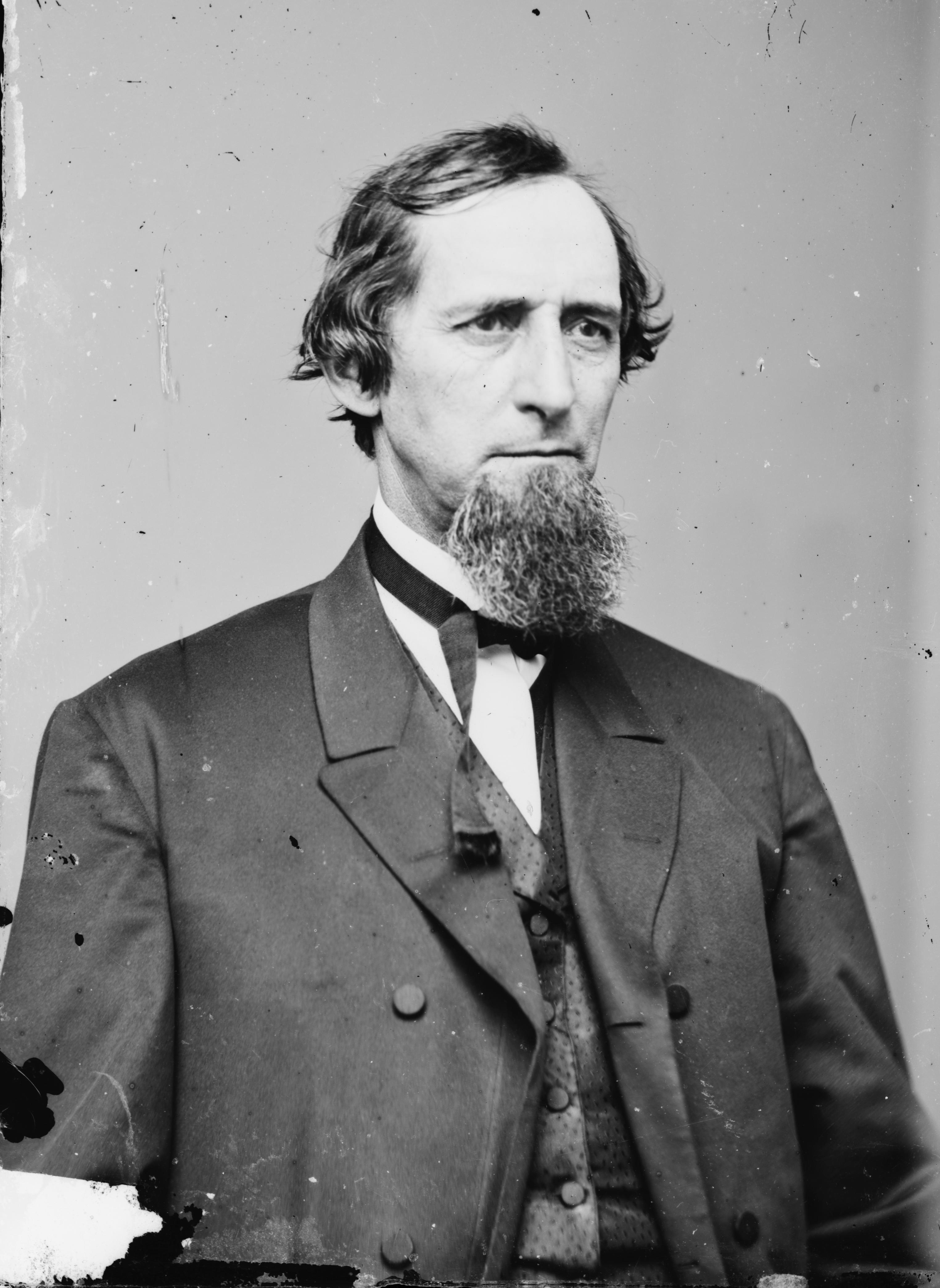
Edgar Cowan, um 1860

Edgar Cowan (* 19. September 1815 im Westmoreland County, Pennsylvania; † 31. August 1885 in Greensburg, Pennsylvania) war ein US-amerikanischer Politiker (Republikanische Partei). Er vertrat den Bundesstaat Pennsylvania im US-Senat.
Cowan machte 1839 seinen Abschluss am Franklin College in Ohio; danach arbeitete er im Schiffbau sowie als Lehrer und studierte Medizin. Es folgte ein erfolgreiches Jura-Studium, woraufhin er 1842 in die Anwaltskammer aufgenommen wurde und in Greensburg zu praktizieren begann.
Im Jahr 1860 wurde Cowan als Republikaner in den US-Senat gewählt, dem er vom 4. März 1861 bis zum 3. März 1867 angehörte. Er strebte die Wiederwahl an, unterlag jedoch. Während seiner Zeit im Senat war er Vorsitzender des Patentausschusses. Nach dem Bürgerkrieg wurde er von Präsident Andrew Johnson im Januar 1867 zum US-Gesandten in Österreich ernannt; jedoch verweigerte ihm der Senat die Bestätigung. Daraufhin arbeitete Cowan wieder als Jurist.